# Der Herr der Liebe
Der Herr der Liebe (El maestro del amor) es una película muda alemana de 1919 dirigida por Fritz Lang. Es su segunda película como director, y en la actualidad se considera perdida. Está interpretada en sus principales papeles por Carl de Vogt y Gilda Langer, quienes ya habían actuado en Halbblut, y se suele decir que el propio Lang tuvo un papel en la película.

## Argumento
En esta película se incide en el tema de los celos, como en Halbblut, su anterior film.
La acción transcurre en un país cercano a los Cárpatos, en el castillo del noble húngaro Vasile Disescu (Carl de Vogt). Está prometido con Yvette (Gilda Langer), cosa que provoca el enfado de una sirviente joven y bella, Stefana (Erika Unruh). Esta cree que su amado señor ha sido hechizado por Yvette con un perfume mágico, del cual intentará apoderarse.
A raíz de una visita a un castillo cercano, Vasile se enamora de la hija de su vecino, Suzette (Sadjah Gezza), después de que esta ejecute una sensual danza. Visiblemente borracho, vuelve a su castillo, rechaza a Yvette y marcha a su habitación. Allí se encuentra con Stefana, quien tiene en su poder el presunto perfume mágico. La embriaguez de Vasile y el parecido de la sirvienta con su prometida hacen que ceda ante las pretensiones amorosas de Stefana.
A la mañana siguiente, Yvette descubre la infidelidad de Vasile y expulsa a Stefana del castillo. Despechada, decide vengarse tomando por amante un buhonero judío. Enterado Vasile, castiga al vendedor ambulante a la muerte, encerrándolo en un calabozo del castillo. Sin embargo Yvette le ayudará a evadirse. Cuando Vasile descubre la intervención de Yvette en la fuga entra en cólera y mata a Yvette, suicidándose a continuación. 
El final es una escena alegórica y moralizante. Vasile comparece ante Dios y se acusa diciendo: «Dios es el maestro del amor».

## Producción y estreno
La fotografía viene firmada por Schünemann, aunque en otras filmografías se le atribuye a Carl Hoffman. El guion extrañamente no pertenece a Lang.

La película fue estrenada en el Richard Oswald Lichtspiele de Berlín el 24 de septiembre de 1919. Fue recibida con grandes elogios en la prensa especializada: 

«El director ha hecho todo lo posible para introducir en el curso de la acción imágenes que no se ven todos los días en una película».  (Der Kinematograph, Düsseldorf: vol. 13, no. 664, 24 Sep 1919).

Gilda Langer, una promesa de la Decla, murió de gripe (31 de enero de 1920) poco después de finalizado el rodaje. Estaba prevista su participación en  El gabinete del doctor Caligari y tuvo que ser sustituida por Lil Dagover en el papel de Johanna.